# Jørgen Jensen Sadolin
Jørgen Jensen Sadolin (født ca. 1499 i Viborg, død 19. december 1559 i Odense) var en dansk gejstlig og reformator, far til Hans Jørgensen Sadolin.
Sadolin var formentlig uægte søn af en præst i Viborg. Navnet Sadolin (latinisering af sadelmager) brugtes af faderen, men ikke af Jørgen Jensen selv, som selv kaldte sig Jørgen Jensen Vibergius efter sin fødeby, Viborg. På latin hed han Johannes Georgius Vibergius.
Han gik i skole i Århus og studerede i Wittenberg. Da han dukkede op i Viborg i 1525 som Hans Tausens medarbejder, havde han universitetsgraden magister. (Se afskrift nedenfor)
I forbindelse med udbredelsen af de reformatoriske tanker i Viborg fik Jørgen Jensen Sadolin kong Frederik 1.´s tilladelse til at oprette en præsteskole i byen, og der «læse og læse lade, hvad som nyttigt kan være, for unge Personer, som formaa at kjøbe deres Kost, dog ikke for de Personer, som formaa og ville være udi Universiteter».  Tilladelsen blev givet 2. december 1526.
Foruden de sædvanlige Borgerrettigheder tillagdes der ham Frihed for kongelige Skatter og «Bys Tyngsel udi alle Maader». 
Da reformationen var gennemført i Viborg i 1529, blev Sadolin af Hans Tausen ordineret som præst ved Sortebrødre Kirke, som blev sognekirke for byens sydlige del.
Foruden ved prædikevirksomhed og undervisning virkede J. J. S. for bevægelsen ved oversættelser af reformatoriske skrifter.
Han udgav saaledes 1529—30 tre Skrifter af Luther: om Nadveren, Fadervor og Ægteskab og et af Bugenhagen: "En gudelig Formaning for enfoldige Sognepræster at berette syge Folk"
Ved Herredagen i København 2. juli 1530 forsvarede han sammen med Hans Tausen med held den lutherske lære.
18. november 1530 udgav Sadolin en historisk beretning fra Herredagen som indeholdt de katolske biskoppers 27 artikler samt de evangeliske svar herpå.
Fra Viborg kom han til Odense i 1532 og i 1536 til København, hvor han var prædikant ved Vor Frue Kirke. I perioden fra 1532 til 1537 udgav han flere oversættelser af centrale reformatoriske skrifter, herunder Luthers katekismus og Den augsburgske bekendelse.
Med biskop Knud Gyldenstiernes fuldmagt i hånden tog Sadolin straks initiativ til indkaldelse af et fynsk landemøde i Odense i maj 1532. På dette landemøde fik de forsamlede præster formaninger om at bruge Luthers lille katekismus i en dansk udgave og en indføring i Luthers lære og besked på at bruge materialet i deres daglige virke. På den måde havde Jørgen Jensen Sadolin i realiteten indført luthersk kirkeordning på Fyn.
Helligtrekongers Dag 1537 samledes en del udvalgte "lærde Mænd og Prædikanter" i Odense (fra København kom Hans Tausen og Jørgen Jensen Sadolin) for at udarbejde det første Udkast til en Kirke-Ordinants. I Foråret 1537 var det færdigt og afsendtes til Luther i Wittenberg. Med hans almindelige godkendelse vendte det tilbage, hvorpå det gjordes færdigt af Bugenhagen, der nu havde fået Tilladelse til at rejse til Danmark. Han indtraf den 5. juli til København. Den videre bearbejdelse af Ordinantsen var snart tilendebragt. Allerede i august blev den forelagt Rigsraadet på en Herredag i København, godkendt og udstedt den 2. sept. 1537.
2. september 1537 blev han viet til superintendant (nu kaldet biskop) i Odense af Luthers nære medarbejder teologen Johannes Bugenhagen. Jørgen Jensen Sadolin blev således én af Danmarks første luthersk-evangeliske superintendenter, udnævnt fem år tidligere end Hans Tausen.
Han lagde stor energi i udarbejdelsen af den nye kirkeordning, Kirkeordinansen, og i dennes gennemførelse i Fyns Stift. I forhold til den gamle tro var hans holdning fast, men samtidig præget af moderation og tolerance. Han undgik derfor ikke at blive beskyldt for at være for katolsk. Han nåede at holde ligtalen for kong Christian 3. samme år, som han selv døde.
Sadolinsgade i Odense er opkaldt efter ham.
Sadolin var gift 2 gange:
1. (o. 1527) med Marine Ibsdatter Hegelund fra Skive;
2. (1547) med Elsebeth Lauridsdatter fra Roskilde, der overlevede ham i mange år og døde 1588.
I de to ægteskaber fik han 16 børn.
Jørgen Jensen Sadolin er begravet i Graabrødre Kirke, Odense
Hans ligsten står nu i St. Knuds Kirke.
Afskrift herunder fra "Historiske Aarbøger til Oplysning og Vejledning i Nordens, særdeles Danmarks Historie" Første del. udgivet af C Molbech 1845:
Magistor Jorgen Jensen Sadolin, født 1499 i Viborg, hvorfor han skrev sig paa latin Georgius Johannis Vibergius.
Han gik i Skole i Aarhuus under den berømte Rector Mort. Borup, og studerede derpaa i Wittenberg, hvor han ved Luther, Melanchthon og de andre Reformatorer blev vunden for den evangeliske Lære.
Efter sin Hjemkomst 1525 var han først sin Svoger Hans Tausens trofaste Medhiælper i at udbrede Reformationen i sin Fødeby, ved hvis Skole han blev ansat som Rector, og hvor han af Tausen, før dennes Afreise fra Viborg 1529, blev viet til Præst; siden prædikede han i Odense, hvorhen han blev kaldet af Biskop Knud Gyldenstierne.
Her forsvarede han 1532 med Held den evangeliske Lære i en Disputats, som blev holdt i Biskoppens Nærværelse med Hans Vicarius Nicolaus Paulinus, og oversatte s. A, Knud Gyldenstiernes Katechismus paa Dansk ligesom han 1533 ogsaa oversatte den augsburgsie Confession.
En kort Tid var Sadolin den første evangeliske Præst ved Frue-Kirke i Kiøbenhavn.
Ved Reformationens Indførelse blev han beskikket til Gyldenstiernes Efterfølger som første evangeliske Biskop i Odense, og tilligemed de øvrige nye Biskopper indviet af Bugenhagen 2. Sept. 1537.
Som Biskop optraadte han kraftigt mod Munkevæsenet, og maatte paa den anden Side ogsaa (1551 —1552) udholde en Kamp mod to af sit Stifts Præster, Christoffer Mikkelsen og Laurids Eliesen, der vare hildede i anabaptistiske Vildfarelser.
Han bivaanede de 4 Nationalsynoder, der holdtes under Kong Christian III.s Regiering for at ordne Kirkevæsenet; og ligesom han i det Hele viste megen Nidkærhed i sit Embedes Førelse, saaledes sørgede han ogsaa omhyggeligt for at forbedre de ham undergivne Geistliges Stilling.
Biskop Sadolin døde 19. Dec. 1559. Af hans Gravskrift veed man, at han var to Gange gift; blandt Hans Sønner var den meest bekiendte Hans Sadolin, paa den Tid en stor latinsk Poet, som derfor blev adlet af Kong Frederik II, men siden afsat fra sit Præstekald i Thoreby paa Lolland, formedelst utugtigt Levnet.
(Biskop Sadolins Levnet findes i Pontopp. Ann. III. S. 121— 23; Blochs Fyenske Geistligheds Hist. I. S. 3—13;  jfr. Danske Magaz. V. S. 193—202.)
Se også Dansk Biografisk Leksikon 3. udgave